# 콤소몰
전연방 레닌주의 청년동맹(러시아어: Всесоюзный ленинский коммунистический союз молодёжи, ВЛКСМ) 공식 약칭 콤소몰(러시아어: Комсомо́л, 문화어: 꼼쏘몰)은 소련의 청년조직으로 소련 공산당과 연계된 청소년 운동을 지도, 감독하였다.
콤소몰은 1918년에 러시아 공산당 (볼셰비키)의 청년 조직으로서 설립되었고, 러시아 공산주의청년동맹(러시아어: Российский коммунистический союз молодёжи, РКСМ)으로 불렸다. 1922년 소련 수립 조약이 채결되면서 이 조직은 전연방으로 확산되었다. 콤소몰은 14세부터 28세까지 가입할 수 있었으며, 1977년에는 3,600만명의 회원을 보유하고 있었다.
1991년 소비에트 연방 붕괴 과정에서 콤소몰은 해산되었으나, 1990년부터 구소련 국가에서 콤소몰의 후계자임을 자처하는 여러 청년조직들이 탄생하였다. 오늘날 구소련 국가의 많은 청년조직들이 콤소몰의 계승자임을 표방하고 있으며, 러시아 연방 레닌주의 청년 공산주의자 동맹이 대표적인 콤소몰의 후신이다.

## 조직 설명

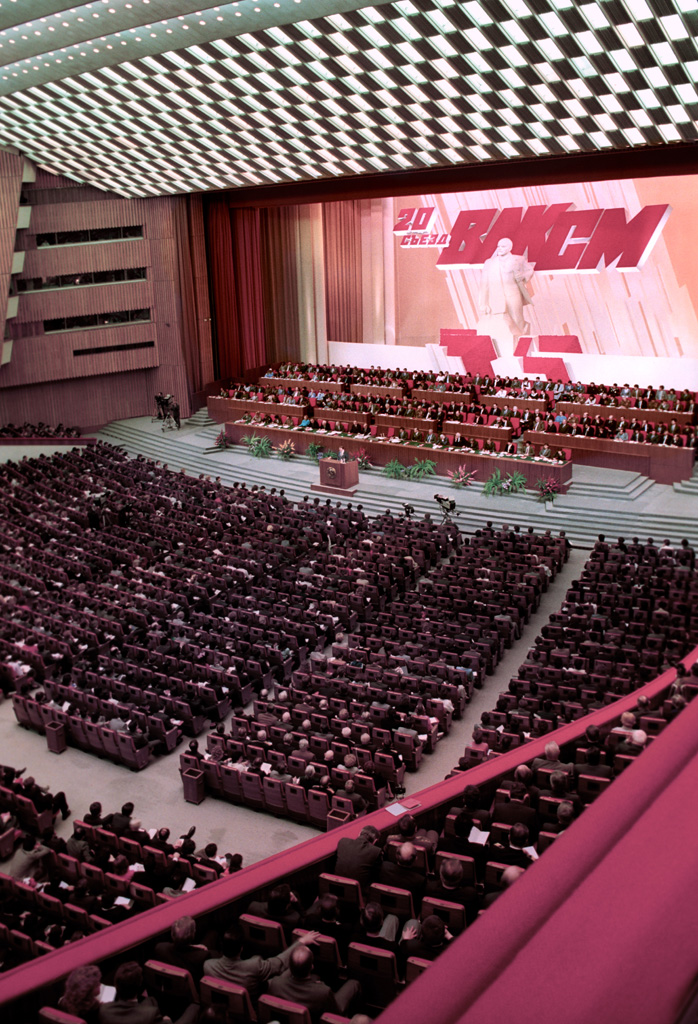
콤소몰 제20차 중앙대회 (1985년 8월 5일)

소련 공산당의 지도하에 청년들에게 공산주의 교육을 실시하고 공산당과 국가의 기관에 적극 참여시키는 것을 목적으로 한 공산당원 양성단체이다. 대상은 주로 20~39세 남녀이며 가입시에는 학업, 사회노동, 일상의 규율성 등 엄격한 심사를 받았으며 《콤소몰스카야 프라우다》 (프라우다와는 별개의 신문이며, 콤소몰 해체 후에도 계속 발간되고 있다.) 등의 기관지를 발행하였다.
1991년 8월 소련 8월 쿠데타 이후 제22회 콤소몰 전체회의에서 해체되었다.
소비에트 연방 공산당의 해체 후에도, 러시아 연방 공산당, 벨라루스 공산당, 우크라이나 공산당 등의 후계 정당들은 소련 공산당의 콤소몰을 계승하여 당의 청년조직을 콤소몰이라고 부르고 있다.

## 같이 보기
- 마르크스-레닌주의
- 블라디미르 레닌
- 이오시프 스탈린
- 피오네르
- 중국공산주의청년단
- 호찌민 공산주의 청년 연합